# Леса Колоцкого лесничества
Леса Колоцкого лесничества — государственный природный заказник (комплексный) регионального (областного) значения Московской области, целью которого является сохранение ненарушенных природных комплексов, их компонентов в естественном состоянии; восстановление естественного состояния нарушенных природных комплексов, поддержание экологического баланса. Заказник предназначен для:
- сохранения и восстановления природных комплексов;
- сохранения местообитаний редких видов растений, лишайников, грибов и животных;
- ведения мониторинга видов животных, растений, лишайников и грибов, занесенных в Красную книгу Московской области;
- обеспечения выполнения научно-исследовательских работ по изучению объектов особой охраны заказника.

Заказник основан в 1986 году. Местонахождение: Московская область, Можайский городской округ. Заказник состоит из двух участков: участок 1 расположен в 0,4 км к северо-западу от деревни Красноиншино и в 1,0 км к северу от деревни Горячкино; участок 2 расположен в 0,6 км к востоку от деревни Горячкино и к западу от деревни Красноиншино, в непосредственной близости. Общая площадь заказника составляет 1399,36 га, в том числе участок 1 — 790,26 га, участок 2 — 609,10 га. Участок 1 включает лесные кварталы 29, 40—43, 47—49 Колоцкого участкового лесничества Бородинского лесничества. Участок 2 включает лесные кварталы 56, 57, 66—69 Колоцкого участкового лесничества Бородинского лесничества.

## Описание
В геоморфологическом отношении вся территория заказника входит в состав Гжатско-Рузской моренной возвышенности, образующей особый геоморфологический подрайон в составе Смоленско-Московской возвышенности. Коренными отложениями здесь выступают каменноугольные известняки, перекрытые четвертичными отложениями мощностью несколько десятков метров. Четвертичные отложения представлены двумя слоями морены днепровского и московского возраста, каждый из которых подстилается песками. Днепровская морена залегает на большой глубине, она плотная, обычно темно-бурого или черно-бурого цвета. Верхняя московская морена менее плотная, красновато-бурая, суглинистая, имеет мощность в среднем 10—20 м и сплошным покровом выстилает Гжатско-Рузскую возвышенность, в том числе территорию заказника, будучи размытой лишь в эрозионных понижениях.
Рельеф территории заказника представлен слабоволнистыми моренными равнинами. Максимальная абсолютная высота в границах заказника достигает 236 м (отметки в западных оконечностях участков 1 и 2), минимальная высота — 206 м (урез воды реки Воинки в восточном углу участка 2). Моренные равнины кое-где осложнены холмами с очень пологими склонами крутизной до 2—3 градусов, слабо заметными на местности. Равнина неглубоко прорезана редкой гидрографической сетью и изобилует многочисленными заболоченными западинами и понижениями овальной формы с лопастьевидными отростками глубиной относительно фоновой поверхности до 2—3 м. Иногда понижения соединяются между собой и образуют длинные изгибающиеся ложбины с пологими склонами шириной первые сотни метров.
Основной водно-эрозионной формой заказника является долина реки Воинки, протекающей в границах участка 2, с хорошо выраженной пойменной террасой шириной до 50 м и высотой около 1 м над руслом реки. Надпойменная терраса встречается фрагментарно и имеет высоту до 5 м над урезом. Кроме реки Воинки с притоками развита сеть широкодонных лощин с пологими склонами, опирающимися или на местные базисы эрозии — моренные понижения, или на надпойменные террасы. В лощинах иногда встречаются более юные эрозионные формы, врезанные в днища.
В западных частях участков 1 и 2 ландшафтная структура имеет монодоминантный характер. Фоновым урочищем здесь является пологоволнистая поверхность моренной равнины, сложенная покровными суглинками, подстилаемыми московской мореной. Фациальная дифференциация в условиях однородного состава почвообразующих пород связана с неровностями рельефа.
Субдоминантными урочищами здесь выступают долинообразные понижения с ручьями, лощины, сырые и заболоченные западины. Безымянные притоки ручьев, впадающих в реку Воинку, несмотря на небольшие размеры (ширина русла около 0,5 м, глубина 20—40 см) имеют глубину долины относительно фоновой поверхности моренной равнины около 3 м, хорошо выраженные долинные склоны крутизной до 15—20 градусов, пойменную террасу с превышением над руслом около 0,5 м и шириной от 10 до 25 м.
Сложное урочище долины реки Воинки занимает северную часть участка 2. Ширина долины достигает 100 м, глубина вреза относительно фоновой поверхности — около 5—6 м. Хорошо выделяются русло реки, пойменная и надпойменная террасы.
Ландшафтная структура восточных частей участков 1 и 2, как и западных, имеет также монодоминантный характер. По площади преобладают выровненные моренные равнины, сложенные покровными суглинками, подстилаемыми московской мореной.
В качестве субдоминантных урочищ распространены крупные моренные холмы, приподнятые относительно фоновой поверхности до 10—12 м, со слабовыпуклыми вершинами и пологими склонами крутизной 2—3 градуса. Диаметр холмов может достигать 1—2 км. Несмотря на небольшую крутизну склонов, здесь иногда проявляется экспозиционный эффект.
Характерными урочищами-субдоминантами также являются сырые и заболоченные западины, лощинообразные понижения, долины малых рек (Воинка и её притоки). Лощины выполнены водно-ледниковыми суглинками. Между холмами и в понижениях моренной равнины встречаются сырые и заболоченные западины, иногда приуроченные к древнеозерным котловинам в днищах ложбин стока талых ледниковых вод.
Основными элементами гидрографической сети в заказнике являются река Воинка в среднем течении и её притоки. Река Воинка, протекающая в северной части участка 2 и местами маркирующая его границу, является рекой 3-го порядка общей длиной около 20 км и площадью бассейна около 67 км². Река равнинного типа с преимущественно снеговым питанием замерзает в ноябре — начале декабря, вскрывается в конце марта — апреле. В восточной оконечности Участка 2 река имеет ширину около 5—6 м, глубину 1—1,5 м и течет в хорошо выраженном трапециевидном русле глубиной до 1 м относительно прилегающей поверхности. В долине реки хорошо выражена пойма шириной около 50 м.
С юга в реку Воинку впадают два ручья с постоянно действующими водотоками. Несмотря на небольшие размеры ручьев в период наблюдений (ширина слабоврезанного русла ручья, протекающего в 66 и 68 кварталах Колоцкого участкового лесничества, около 0,5 м, глубина — первые десятки см), ручьи имеют хорошо сформированные долины со склонами крутизной 15-20 градусов и глубиной вреза до 3 м, а также пойму шириной 5—10 м и превышением над урезом 30—50 см.
На участке 1 заказника имеется лишь несколько слабовыраженных долинообразных понижений с временными водотоками в кварталах 43, 48, 49 Колоцкого участкового лесничества, а также находятся верховья небольшого ручья, вытекающего из болота в квартале 40 Колоцкого участкового лесничества. Вместе с тем на участке 1 представлено значительное число болот (кварталы 29, 40—43, 47 Колоцкого участкового лесничества). Наиболее крупные болота — в кварталах 40—41 Колоцкого участкового лесничества (длина до 1 км, ширина 250—400 м) — имеют вытянутую форму и ориентированы с северо-запада на юго-восток, что соответствует общему рисунку гидрографической сети в пределах Гжатско-Рузской возвышенности и обусловлено, вероятно, особенностями блоково-разломной тектоники в районе. Болота имеют верховой или переходный характер.
В почвенном покрове на междуречных поверхностях фон образуют дерново-подзолистые почвы, в западинах и днищах лощин встречаются торфянисто-подзолисто-глеевые и перегнойно-глеевые почвы, внутри болотных массивов распространены торфяные болотные почвы. На пойме реки Воинки и её притоков небольшие площади занимают аллювиальные серогумусовые почвы.

### Флора и растительность
На территории заказника на участке 1 преобладают субнеморальные еловые и мелколиственно-еловые мелкотравно-широкотравные леса и их производные. Имеются также заболоченные березовые с сосной сфагновые леса, а в условиях большей проточности — елово-пушистоберезово-черноольховые влажнотравные леса, луговины с доминированием гигрофитов и заросли кустарниковых ив. Значительные площади занимают участки лесокультур, созданные на месте вырубок.
На дренированных поверхностях водоразделов и приводораздельных частях склонов представлены субнеморальные старовозрастные еловые и березово-еловые мелкотравно-широкотравные леса. В древостое преобладает ель обыкновенная высотой до 30—32 м при диаметре стволов до 55—60 см. Практически везде присутствует большая или меньшая примесь мелколиственных пород — в основном, берез повислой и пушистой, реже — осины; отмечаются единичные деревья дуба черешчатого. В подросте обильна ель обыкновенная при незначительном участии мелколиственных пород и дуба черешчатого. Кустарниковый ярус выражен не всегда (хотя отмечаются участки с покрытием до 55 процентов) и образован, главным образом, лещиной обыкновенной с примесью рябины обыкновенной, крушины ломкой, жимолости лесной, малины обыкновенной и бузины кистевидной. В травяно-кустарничковом ярусе наблюдается сочетание таёжного мелкотравья (кислица обыкновенная, майник двулистный, седмичник европейский, грушанка круглолистная, осока пальчатая, вероника лекарственная), черники и дубравного широкотравья (осока волосистая, копытень европейский, зеленчук жёлтый, звездчатка жестколистная, живучка ползучая, медуница неясная, бор развесистый, лютик кашубский, сныть обыкновенная, чина весенняя, щитовник мужской). Как правило, доля таёжных видов велика в сомкнутых участках леса с преобладанием ели обыкновенной.
Местами встречаются еловые мелкотравные леса, где в травяном покрове отмечены фиалка Селькирка, или теневая, хвощ лесной, ожика волосистая, щитовник картузианский, воронец колосистый, плаун булавовидный (редкий и уязвимый вид, не включенный в Красную книгу Московской области, но нуждающийся на территории области в постоянном контроле и наблюдении). Встречаются также костяника, мерингия трехжилковая, сивец луговой, колокольчик раскидистый, буквица лекарственная, осока буроватая, мицелис стенной, щучка дернистая, вербейник обыкновенный, ландыш майский. В моховом покрове, покрытие которого возрастает по мере увеличения сомкнутости крон (в среднем 35—50 процентов), представлены как таёжные, так и дубравные виды: плевроциум Шребера, ритидиадельфус трехгранный, гилокомиум блестящий, виды родов плагиомниум, ризомниум и климациум.
Широко представлены в заказнике также близкие по флористическому составу березовые, елово-березовые и елово-осиновые широкотравные, мелколиственно-широкотравные и широкотравно-черничные леса. В подросте повсеместно обильна ель. Характерен хорошо выраженный кустарниковый ярус, образованный, главным образом, лещиной обыкновенной, встречается волчеягодник обыкновенный (редкий и уязвимый вид, не включенный в Красную книгу Московской области, но нуждающийся на территории области в постоянном контроле и наблюдении). Травяно-кустарничковый ярус образован видами таёжного мелкотравья и дубравного широкотравья при участии лугово-лесных растений: лютика ползучего, вербейника монетчатого, щучки дернистой, черноголовки обыкновенной, дудника лесного. Местами обильны крупные папоротники (щитовники мужской и картузианский (игольчатый), кочедыжник женский). На осветленных участках в лесу встречается подлесник европейский, занесенный в Красную книгу Московской области. Моховой покров, как правило, слабо выражен (до 25 процентов). На стволах осин произрастает мох неккера перистая (вид, занесенный в Красную книгу Московской области).
Существенная часть (до 25 процентов и более) ельников участка 1 повреждена короедом-типографом. В этих лесах обильно разрастаются кустарники (бузина кистевидная, малина обыкновенная, рябина обыкновенная) и некоторые виды травяного яруса (вейник наземный, звездчатка жестколистная, пикульник двунадрезанный).
Значительные участки, ранее покрытые еловыми лесами, в настоящее время заняты образованными на месте вырубок разновозрастными культурами ели обыкновенной. Молодые посадки (около 15 лет) представлены на обширной вырубке в квартале 48 Колоцкого участкового лесничества Бородинского лесничества. Высота молодых деревьев — до 4 м, кроме ели нередок дуб черешчатый, единично — березы повислая и пушистая и ива козья. Из кустарников отмечены единичные лещина обыкновенная, калина обыкновенная, рябина обыкновенная и малина обыкновенная. В густом травяно-кустарничковом ярусе доминирует вейник наземный, встречаются орляк, кочедыжник женский, марьянник дубравный, вербейник обыкновенный, буквица лекарственная, иван-чай узколистный, зверобой пятнистый, лютик ползучий, щучка дернистая, копытень европейский, фиалка собачья, валериана обыкновенная, чертополох курчавый. На окраине посадок есть заросли борщевика Сосновского.
В квартале 49 Колоцкого участкового лесничества Бородинского лесничества имеются 30-летние посадки ели. В довольно густом молодом древостое (высотой до 12—14 м) примерно в равных соотношениях участвуют ель обыкновенная и березы при небольшой примеси дуба черешчатого и ивы козьей. В разреженном кустарниковом ярусе отмечены ивы ушастая и пепельная, рябина обыкновенная, лещина обыкновенная, малина обыкновенная. Травяно-кустарничковый ярус характеризуется значительным числом влаголюбивых видов растений с высоким обилием, таких как камыш лесной, крапива двудомная, вербейник обыкновенный, лютик ползучий, при наличии таёжных (майник, щитовник картузианский, ожика волосистая) и дубравных (осока волосистая, перловник поникший, зеленчук жёлтый, копытень европейский, вороний глаз, сныть) видов.
В старовозрастных посадках в квартале 48 Колоцкого участкового лесничества Бородинского лесничества сформировались березово-еловые с дубом черешчатым чернично-папоротниково-мелкотравные (майник двулистный, кислица, кочедыжник женский, щитовник картузианский, звездчатка жестколистная, орляк) зеленомошные и еловые с березой зеленомошные леса.
К небольшим замкнутым понижениям на водоразделах приурочены пушистоберезовые с сосной обыкновенной чернично-пушицевые сфагновые леса. Диаметр сосен достигает 50 см; в древостое всегда есть незначительная примесь ели обыкновенной, которая довольно обильна и в подросте. Кустарниковый ярус фрагментарный (ива ушастая, крушина ломкая). Для травяно-кустарничкового яруса характерно доминирование черники при заметном обилии других таёжных видов — брусники и щитовника картузианского и существенная роль видов олиготрофных болот — пушицы влагалищной, болотного мирта, осоки шаровидной, багульника болотного. Кроме того, здесь растут осока острая, вейник сероватый, тростник южный, хвощ лесной.
Крупный лесоболотный комплекс находится в кварталах 29 и 40 Колоцкого участкового лесничества Бородинского лесничества. Центральную его часть занимает верховое сосновое кустарничково-пушицево-сфагновое болото с участками переходных осоково-сфагновых болот. Здесь растут багульник болотный, мирт болотный, клюква болотная, пушица влагалищная. На ветвях сосен отмечен редкий лишайник, занесенный в Красную книгу Московской области, — уснея жестковолосатая. На переходных участках болота обильна осока волосистоплодная, вахта трехлистная, пушица многоколосковая, осока вздутая. Верховое болото окружено заболоченными березовыми осоково-сфагновыми, пушицево-сфагновыми, серовейниково-сфагновыми и влажнотравно-серовейниковыми лесами с кустарниковыми ивами, вербейником обыкновенным, тиселинумом болотным, сабельником болотным. В обводненных понижениях кроме этих видов растут дербенник иволистный, осоки пузырчатая и острая, шлемник обыкновенный. По ложбинам стока, окружающим лесоболотный комплекс, развиты сероольхово-пушистоберезовые леса с участием ивы козьей, ивы пятитычинковой, ольхи чёрной, с таволгой вязолистной, осокой сближенной и дернистой, кочедыжником женским, зюзником европейским, вербейником обыкновенным и дудником лесным.
По западинам и ложбинам, связанным с верховьями протекающих по территории заказника временных водотоков, встречаются елово-пушистоберезово-черноольховые и черноольхово-пушистоберезовые влажнотравные леса, в подросте которых обильна ель обыкновенная. Разреженный кустарниковый ярус образован крушиной ломкой и ивами: пепельной, ушастой и козьей. В травостое ведущая роль, как правило, принадлежит вейнику сероватому при участии таволги вязолистной, камыша лесного и хвоща приречного. Также встречаются осока пузырчатая, подмаренник топяной, вербейник обыкновенный, калужница болотная, белокрыльник болотный, кочедыжник женский и щитовник гребенчатый.
Центральные части таких ложбин часто заняты хвощево-вейниковыми (хвощ приречный, вейник сероватый) сообществами, где в травостое участвуют сабельник болотный, ситник развесистый, зюзник европейский, рогоз широколистный, паслен сладко-горький, подмаренник топяной. На поверхности воды обильна ряска малая. Эти сообщества по краю окружены зарослями ив — пепельной, козьей и пятитычинковой с немногочисленными деревцами березы пушистой и ольхи чёрной.
В нижней части долины ручья в юго-восточной оконечности заказника в пойме встречаются небольшие участки березовых снытьево-влажнотравных (таволга вязолистная, чистец лесной) лесов. Для древостоя характерна примесь дуба черешчатого и ольхи серой во втором ярусе. Из кустарников отмечены жимолость лесная и малина. Травяной покров образован снытью, таволгой вязолистной, хвощом луговым, чистецом лесным, крапивой двудомной, купырем лесным, бодяком разнолистным, вербейником монетчатым, колокольчиком широколистным (редкий и уязвимый вид, не включенный в Красную книгу Московской области, но нуждающийся на территории области в постоянном контроле и наблюдении).
Значительная часть днищ ложбин занята сероольховыми влажнотравными лесами. В довольно разреженном древостое присутствует примесь черемухи птичьей и ивы козьей. Изредка отмечается волчеягодник обыкновенный, или волчье лыко. В подлеске участвуют кустарниковые ивы и малина обыкновенная. В густом травостое доминирует таволга вязолистная, крапива двудомная и звездчатка дубравная, встречаются щитовник картузианский, кочедыжник женский, селезеночник очереднолистный, лютик ползучий, недотрога обыкновенная. На стволах ивы козьей встречается неккера перистая, а на старых стволах ольхи — редкий гриб ежовик коралловидный, занесенный в Красную книгу Московской области.
На участках русел водотоков представлены сообщества гигрофитов, образованные видами ежеголовников, калужницей болотной, частухой подорожниковой, вероникой поточной, зюзником европейским, подмаренником топяным, рогозом широколистным.
Часть просек, особенно в центральной части заказника, заболочена. Здесь отмечены такие виды, как таволга вязолистная, скерда болотная, камыш лесной, вербейник обыкновенный, пальчатокоренник Фукса (редкий и уязвимый вид, не включенный в Красную книгу Московской области, но нуждающийся на территории области в постоянном контроле и наблюдении).
На территории участка 2 преобладают березово-еловые и елово-березовые, местами с участием осины и сосны обыкновенной, реже — дуба черешчатого и липы сердцелистной, субнеморальные кислично-широкотравные леса. Вкраплениями среди них встречаются леса с преобладанием осины и/или берез. Незначительные площади занимают сосняки. По протяженным понижениям, связанным с временными водотоками, и в пойме реки Воинки представлены ивовые и черноольховые сообщества.
На сравнительно выровненных участках водоразделов, преобладающих в границах участка, распространены березово-еловые и елово-березовые леса. Изредка встречаются почти чистые березняки. Почти повсеместно отмечается большая или меньшая примесь осины, изредка отмечаются дуб черешчатый, липа сердцелистная и вяз шершавый. Леса в основном высокосомкнутые (80-100 процентов). Высота отдельных елей достигает 32—33 м при диаметрах стволов до 75 см; дубов — 28—29 м при диаметре стволов до 1 м. В подросте чаще всего преобладает ель обыкновенная. Отмечаются участки леса с проективным покрытием подроста до 65 процентов. Подлесок выражен в различной степени, чаще всего его проективное покрытие не превышает 30 процентов, на отдельных участках (в основном в елово-березовых с осиной и дубом черешчатым лесах) достигая 50—60 процентов; преобладает лещина обыкновенная при участии крушины обыкновенной, рябины обыкновенной, жимолости лесной. Изредка встречаются малина обыкновенная, бузина кистевидная, бересклет бородавчатый, волчеягодник обыкновенный. Для травяно-кустарничкового яруса характерно сочетание бореальных (таежных) растений (доминирует кислица обыкновенная) и видов неморального широкотравья. В тенистых лесах отмечена гнездовка настоящая (редкий и уязвимый вид, не включенный в Красную книгу Московской области, но нуждающийся на территории области в постоянном контроле и наблюдении).
Пятнами встречаются леса с преобладанием широкотравья, где почти не представлены таёжные виды — в основном это осиново-еловые и березово-еловые с широколиственными породами зеленчуковые или волосистоосоковые леса, в которых встречен включенный в Красную книгу Московской области подлесник европейский. Небольшие площади занимают мелкотравно-широкотравные леса. Мохово-лишайниковый покров обычно разрежен (максимум 30—40 процентов) и сложен, как и травяно-кустарничковый ярус, видами и таёжных, и широколиственных лесов. На ветвях елей и сосен отмечен целый ряд включенных в Красную книгу Московской области лишайников: уснея почти цветущая и уснея густобородая (нитчатая), бриория буроватая (сивоватая) и бриория волосовидная.
Вкраплениями встречаются фрагменты чистых еловых лесов мелкотравно-зеленчуковых, часто со слабовыраженным подлеском из лещины обыкновенной, а местами — березовых с дубом и обильным еловым подростом травяно-широкотравных. Крайне редки дубово-еловые с осиной и березой лещиновые (с участием жимолости лесной, бересклета бородавчатого и калины обыкновенной) широкотравные (в основном — волосистоосоковые) леса, где отмечены тайник яйцевидный и гнездовка настоящая (оба — редкие и уязвимые виды, не включенные в Красную книгу Московской области, но нуждающиеся на территории области в постоянном контроле и наблюдении). В подросте единично встречается клен платановидный. Небольшие площади занимают елово- и березово-елово-осиновые с примесью липы сердцелистной леса, в которых развит подлесок из лещины обыкновенной и широкотравный покров. Высота осин достигает 30 м при диаметрах до 65 см. Как правило, обилен подрост ели обыкновенной. В подобных лесах на стволах старых осин обилен мох неккера перистая. На западе участка среди елово-липово-осиновых лесов есть единичные посадки лиственницы европейской.
Небольшими пятнами по склонам неглубоких ложбин встречаются еловые с единичной примесью дуба широкотравно-черничные зеленомошные леса со звездчаткой дубравной, щитовником картузианским, осокой пальчатой, ожикой волосистой, живучкой ползучей. Близ бровок ложбин есть березово-еловые широкотравно-бруснично-черничные зеленомошные участки леса.
В центральной наиболее возвышенной и несколько всхолмленной части участка в лесах возрастает роль сосны обыкновенной — преобладают березово-сосново-еловые леса с, как правило, довольно густым (35-50 процентов) подростом ели обыкновенной. Высота сосен достигает 30-32 м при диаметрах стволов до 75 см (в среднем — 40—45 см). Подлесок слабо выражен. Очень редко встречается можжевельник обыкновенный высотой не более 1 м. По характеру травяно-кустарничкового яруса преобладают папоротниково-широкотравные и кислично-широкотравные леса с участием таких видов, как щитовники картузианский, распростёртый и мужской, ожика волосистая, осока пальчатая, зеленчук, живучка, звездчатка жестколистная. Встречаются фрагменты елово-сосновых и сосновых с елью лещиновых широкотравных лесов, среди которых отмечены прогалины с зарослями лещины.
В лесах встречаются прогалины и поляны, где доминируют таволга вязолистная, крапива двудомная, гравилат городской, кочедыжник женский и другие виды растений. Единично отмечена купальница европейская (редкий и уязвимый вид, не включенный в Красную книгу Московской области, но нуждающийся на территории области в постоянном контроле и наблюдении). Изредка крапива двудомная доминирует, образуя густые заросли.
В границах участка 2 есть несколько небольших очагов, пораженных короедом-типографом. Здесь сформировались осиновые, березово-осиновые и сосново-березовые с елью обыкновенной закустаренные (лещина обыкновенная, рябина обыкновенная, малина обыкновенная, бузина кистевидная) сорнотравно-широкотравные (иван-чай, чистотел большой, вейник наземный) леса.
Часть сообществ с преобладанием ели представлены лесными культурами: так в центре, на юге и востоке участка 2 имеются фрагменты 20-35-летних культур ели обыкновенной с большей или меньшей примесью березы, осины обыкновенной, ивы козьей. Для них характерен папоротниково-сорнотравно-широкотравный покров. Наиболее густые посадки являются практически мертвопокровными. Близ посадок на бывших вырубках встречаются молодые березовые с ивой козьей (высота не более 14—16 м) и густым (до 70 процентов) еловым подростом травяно-папоротниково-широкотравные и влажнотравно-сорнотравно-широкотравные леса, для которых характерны таволга вязолистная, кострец безостый, крапива двудомная, звездчатка жестколистная, вербейник обыкновенный, кочедыжник, щитовник картузианский. На восточной окраине участка имеются недавние (10—15-летние) лесные культуры ели обыкновенной.
По просекам сформировались сообщества с участием сорнотравья и луговых видов. Местами просеки заболочены, здесь встречается пальчатокоренник Фукса.
По днищам протяженных понижений, связанных с временными водотоками, и в пойме реки Воинки пятнами представлены пушистоберезово-черноольховые и черноольховые влажнотравные леса. В их древостое нередко отмечается единичная примесь ели обыкновенной (как правило, по более узким участкам ложбин). Разреженный кустарниковый ярус образован крушиной ломкой и ивами: пепельной, ушастой и козьей. В травостое преобладают таволга вязолистная, крапива двудомная и вейник сероватый. Также отмечены камыш лесной, хвощ приречный, паслен сладко-горький, вербейник обыкновенный, кочедыжник женский, гравилат речной, осока пузырчатая, подмаренник топяной. Среди подобных лесов встречаются влажнотравные поляны.
Близ русел водотоков представлены сообщества гигрофитов, образованные лютиком ползучим, зюзником европейским, частухой подорожниковой, подмаренником топяным, рогозом широколистным, бодяком огородным, калужницей болотной, вероникой поточной. Местами встречаются пятна тростниковых зарослей. По небольшим замкнутым понижениям на водоразделах отмечены сероольховые влажнотравные леса, а также осоково-сабельниково-вахтовые сфагновые сообщества с участием страусника обыкновенного и калужницы.
По склону к пойме реки Воинки сформировалась прерывистая полоса сероольхово-березовых с елью влажнотравных лесов в сочетании с зарослями двукисточника тростниковидного. В самой пойме, кроме пушистоберезово-черноольховых и черноольховых лесов, характерных для узких участков долины, представлены тростниково-влажнотравные и таволговые сообщества в сочетании с зарослями ивы пепельной и сероольхово-ивовыми таволгово-тростниковыми с хмелем вьющимся сообществами.
По окраинам участка развиты свежие злаково-разнотравные луга с участием ежи сборной, тимофеевки луговой, овсяницы луговой, чины луговой, горошка мышиного, поповника, манжетки (виды), любки двулистной (редкий и уязвимый вид, не включенный в Красную книгу Московской области, но нуждающийся на территории области в постоянном контроле и наблюдении). На наиболее сырой части луга растут пальчатокоренник балтийский, или длиннолистный (занесен в Красную книгу Российской Федерации и Красную книгу Московской области), и пальчатокоренник мясо-красный (редкий и уязвимый вид, не включенный в Красную книгу Московской области, но нуждающийся на территории области в постоянном контроле и наблюдении). Среди лугов и по опушкам лесов так же, как и на участке 1, отмечен борщевик Сосновского.

### Фауна
Животный мир заказника отличается высокой сохранностью и репрезентативностью для природных сообществ запада Московской области. На территории заказника отмечены 73 вида позвоночных животных, в том числе 4 вида амфибий, 1 вид рептилий, 49 видов птиц и 19 видов млекопитающих.
Оба участка заказника, разделенные лишь местной автодорогой, экологически представляют единый природный массив, существенных отличий в фауне этих участков не выявлено. Небольшие отличия участков заказника заключаются лишь в наборе некоторых наиболее редких видов, встречающихся на каждой из территорий.
На территории заказника выделяются три основных зоокомплекса (зооформации): хвойных и хвойно-мелколиственных лесов, водно-болотных местообитаний и лугово-опушечных местообитаний.
Основу фаунистического комплекса наземных позвоночных животных составляют виды, характерные для хвойных и смешанных хвойно-широколиственных лесов Нечернозёмного центра России. Доминируют виды, экологически связанные с древесно-кустарниковой растительностью. Значительно меньшую долю в составе фауны заказника имеют лугово-опушечные виды. Доля обитателей водно-болотных местообитаний ещё меньше, что объясняется относительно небольшой площадью данных местообитаний от общей площади заказника. Синантропные виды отсутствуют, что говорит о высокой сохранности местообитаний заказника.
Зооформация хвойных и хвойно-мелколиственных лесов занимает преобладающую часть территории заказника. Основу населения этих лесов составляют обыкновенная бурозубка, обыкновенный еж, лесная куница, рыжая полевка, обыкновенная белка, заяц-беляк, европейская косуля (редкий и уязвимый вид, не включенный в Красную книгу Московской области, но нуждающийся на территории области в постоянном контроле и наблюдении), тетеревятник, перепелятник, рябчик, вальдшнеп, вяхирь, обыкновенная кукушка, желна, большой пестрый дятел, обыкновенная иволга, сойка, ворон, черноголовая славка, пеночка-весничка, пеночка-теньковка, пеночка-трещотка, зелёная пеночка, желтоголовый королек, мухоловка-пеструшка, малая мухоловка, зарянка, рябинник, чёрный дрозд, белобровик, певчий дрозд, длиннохвостая синица, буроголовая гаичка, московка, большая синица, обыкновенная лазоревка, обыкновенный поползень, обыкновенная пищуха, зяблик, чиж, клест-еловик, обыкновенный снегирь, серая жаба. Именно в старых сосново-еловых лесах заказника зафиксировано гнездование чёрного аиста, занесенного в Красную книгу Российской Федерации и в Красную книгу Московской области. Это первое достоверно зафиксированное успешное гнездование этого вида на территории Московской области за последние 90 лет.
Также в старых еловых лесах территории заказника постоянно обитает кедровка — вид, занесенный в Красную книгу Московской области.
Зооформация лугово-опушечных местообитаний связана в своем распространении с лесными полянами, вырубками и лугами по опушкам лесного массива и представлена следующими видами: обыкновенный крот, темная полевка, чёрный коршун (занесен в Красную книгу Московской области), канюк, чеглок, лесной конек, сорокопут-жулан, сорока, серая славка, черноголовый щегол, обыкновенная овсянка, живородящая ящерица. В этом типе местообитаний по опушкам и полянам встречаются махаон и шашечница диамина — редкие и уязвимые виды бабочек, не включенные в Красную книгу Московской области, но нуждающиеся на территории области в постоянном контроле и наблюдении. По опушкам территории заказника обитает луговой лунь, занесенный в Красную книгу Московской области.
Долины малой реки Воинки, впадающих в неё лесных ручьев и болота разных типов служат местом обитания видов водно-болотной зооформации. Среди млекопитающих здесь наиболее обычна американская норка. В долине реки Воинки отмечается речная выдра, занесенная в Красную книгу Московской области. Среди птиц в этих биотопах гнездятся речной сверчок и обыкновенный соловей. Из амфибий здесь довольно многочисленны травяная и остромордая лягушки. Встречается обыкновенный тритон — вид, не включенный в Красную книгу Московской области, но нуждающийся на территории области в постоянном контроле и наблюдении.
По всей территории заказника встречаются горностай, ласка, обыкновенная лисица, енотовидная собака, лось, кабан. В различных местообитаниях на территории заказника встречается обыкновенная рысь — исключительно редкий вид хищных млекопитающих Московской области, занесенный в Красную книгу Московской области.
В северной части участка 1 заказника отмечен ещё более редкий вид млекопитающих — бурый медведь, также занесенный в Красную книгу Московской области.

## Объекты особой охраны заказника
Охраняемые экосистемы: субнеморальные старовозрастные еловые и березово-еловые мелкотравно-широкотравные леса; еловые, дубово-еловые, мелколиственно-еловые и елово-березовые с примесью дуба и липы, осиновые и елово-осиновые кислично-широкотравные и широкотравные леса; березово-сосново-еловые и сосновые с елью лещиновые широкотравные, папоротниково-широкотравные, широкотравно-черничные и кислично-широкотравные леса; березовые снытьево-влажнотравные леса; елово-пушистоберезовые, пушистоберезово-черноольховые, черноольховые и сероольхово-ивовые влажнотравные леса; пушистоберезовые с сосной чернично-пушицевые сфагновые леса; сероольховые влажнотравные леса; хвощево-серовейниковые, тростниково-влажнотравные, влажнотравные и злаково-разнотравные луга; верховые и переходные болота.
Места произрастания и обитания охраняемых в Московской области, а также иных редких и уязвимых видов растений, грибов, лишайников и животных, зафиксированных на территории заказника, перечисленных ниже.
Охраняемые в Российской Федерации и Московской области, а также иные редкие и уязвимые виды растений:
- вид, занесенный в Красную книгу Российской Федерации и в Красную книгу Московской области, — пальчатокоренник балтийский, или длиннолистный;
- виды, занесенные в Красную книгу Московской области, — подлесник европейский, неккера перистая;
- виды, являющиеся редкими и уязвимыми таксонами, не внесенные в Красную книгу Московской области, но нуждающиеся на территории области в постоянном контроле и наблюдении, — плаун булавовидный, пальчатокоренник Фукса, пальчатокоренник мясо-красный, любка двулистная, купальница европейская, волчеягодник обыкновенный, или волчье лыко, колокольчик широколистный, гнездовка настоящая, тайник яйцевидный.

Охраняемые в Московской области, а также иные редкие и уязвимые виды грибов (вид, занесенный в Красную книгу Московской области): ежовик коралловидный.
Охраняемые в Московской области, а также иные редкие и уязвимые виды лишайников (виды, занесенные в Красную книгу Московской области): уснея жестковолосатая, уснея почти цветущая, уснея густобородая (нитчатая), бриория буроватая (сивоватая), бриория волосовидная.
Охраняемые в Московской области, а также иные редкие и уязвимые виды животных:
- вид, занесенный в Красную книгу Российской Федерации и в Красную книгу Московской области, — чёрный аист;
- виды, занесенные в Красную книгу Московской области: бурый медведь, речная выдра, обыкновенная рысь, чёрный коршун, луговой лунь, кедровка;
- виды, являющиеся редкими и уязвимыми таксонами, не внесенные в Красную книгу Московской области, но нуждающиеся на территории области в постоянном контроле и наблюдении, — европейская косуля, махаон, шашечница диамина, обыкновенный тритон.